# Gymnogrammitis
Gymnogrammitis es un género monotípico de helechos perteneciente a la familia  Polypodiaceae. Su única especie: Gymnogrammitis dareiformis, es originaria del Sudeste de Asia donde se distribuye por Bután, Camboya, China, Birmania, India, Laos, Tailandia y Vietnam.

## Taxonomía
Gymnogrammitis dareiformis fue descrita por (Hook.) Ching y publicado en Notulae Systematicae. Herbier du Museum de Paris 6(1): 2. 1937.
Sinonimia
- Araiostegia dareiformis (Hook.) Copel.
- Davallia dareiformis (Hook.) Levinge ex C. B. Clarke
- Leucostegia dareiformis (Hook.) Bedd.
- Polypodium dareaeformioides Ching
- Polypodium dareiforme Hook. basónimo[2]